# Jackson Beardy
Jackson Beardy (Garden Hill First Nation Reservaat (Manitoba, Canada), 24 juli 1944 - Winnipeg (Manitoba), 7 december 1984) was een Canadees kunstenaar. Hij was een Ayisini-indiaan en zijn werken kenmerken zich door beelden uit de heilige verhalen van zijn volk. Hij behoorde tot de "Woodland School of Art" en was prominent lid van de “Indian Group of Seven”.
Beardy werd door zijn grootmoeder opgevoed, van wie hij de rijke geschiedenis en de heilige verhalen leerde van zijn voorouders. Beardy ging naar internaten en leerde daar tekenen en schilderen. Hij distantieerde zich al snel van de gedwongen aard van opvoeding die alle indianen in die gebieden op school moesten ondergaan. Hij begon zijn indiaanse afkomst te benadrukken. Zoals vele andere kunstenaars uit de “Woodland School of Art”, beeld Beardy de legenden van zijn volk uit en benadrukt dikwijls de relaties met de natuur maar ook de tegenstellingen hierin. De onderscheidende grafische stijl van Beardy wordt door precies gedefinieerde vlakke delen van warme kleuren gekarakteriseerd, met vloeiende bogen en linten van verf.
In 1972 hielden Jackson Beardy, Alex Janvier, en Daphne Odjig een gezamenlijke expositie in de Winnipeg Art Gallery. Het heette “Treaty Numbers 23, 287, 1171” een verwijzing naar het verdragsnummer dat de Canadese overheid gaf aan de inheemse groepen waarmee zij verdragen hadden gesloten. Vanuit deze expositie groeide een groep van inheemse (Native) Canadese kunstenaars die zich de "Professional Native Indian Artists Association” noemde. Deze is beter bekend als de “Indian Group of Seven”, waaronder naast Jackson Beardy ook Alex Janvier, Norval Morrisseau, Daphne Odjig, Carl Ray, Eddy Cobiness en Joseph Sanchez. Deze groep zette zich in om inheemse controle over inheemse kunst te krijgen en om verandering te brengen in de manier waarop de wereld naar deze kunst keek. Een verschuiving van een nadruk op “inheems” naar “artistieke waarde”.
Van 1982 tot 1983 was Jackson Beardy kunstadviseur verbonden aan de Federal Department of Indian Affairs and Northern Development. Hij hielp mee om een methodologische verandering te bewerkstelligen van een antropologische naar een esthetische beoordeling van “Native Art”. Hij werkte onvermoeibaar door om een institutionele en politieke basis te leggen, die een verdere generatie van “First Nations” kunstenaars zou kunnen helpen.
Jackson Beardy overleed op 7 december 1984 in Winnipeg, Manitoba, aan complicaties na een hartaanval.